# Cuatro rosas (álbum)
Cuatro rosas es el segundo álbum de estudio de la banda de pop rock española Gabinete Caligari.

## Historia
Cuatro rosas constituye el primer gran éxito comercial de la banda y el primer disco de oro conseguido por una compañía independiente en España. Supuso una ruptura respecto al rock torero de su anterior trabajo apostando por un sonido elegante y muy elaborado en el que Jaime Urrutia musicaliza su visión de ciertos ambientes madrileños castizos e interpreta diversos personajes con gran acierto.
Grabado en los Estudios Doublewtronics de Madrid en octubre de 1984, cuenta con la producción de Jesús N. Gómez y con la colaboración de afamados músicos de estudio como Ulises Montero o Teresa Verdera, pareja en aquella época de Jaime Urrutia, y cuya ruptura, dos años más tarde, inspiró el tema Camino Soria.
La revista Rockdelux, incluyó el álbum en el puesto 20 de su lista de los 100 mejores álbumes nacionales del siglo XX. En 2010, el tema que da nombre al disco, fue incluido por la revista Rolling Stone en el número 16 de las 200 mejores canciones del pop rock.

## Lista de canciones
| N.º | Título                   | Duración |  |
| 1.  | «Cuatro rosas»           | 3:25     |  |
| 2.  | «Tango»                  | 3:14     |  |
| 3.  | «Más dura será la caída» | 4:13     |  |
| 4.  | «¡Caray!»                | 3:01     |  |
| 5.  | «Haciendo el bobo»       | 3:39     |  |
| 6.  | «Esclavo de tus pies»    | 4:23     |  |

## Músicos
- Jaime Urrutia – Voz y guitarra.
- Ferni Presas – Bajo.
- Edi Clavo – Batería.
- Ulises Montero – Saxofón.
- Teresa Verdera – Teclados, pandereta y coros.
- Jim Kashisian – Trombón.
- Juan Cano – Trompeta.
- Arturo Fornes – Trompeta.
- Jose Luis Medrano – Trompeta y fliscorno.